# Fenomenologia
Fenomenologia (do grego phainesthai — aquilo que se apresenta ou que mostra — e logos explicação, estudo) é uma metodologia ou um modo de pensamento filosófico que retoma a importância dos fenômenos, os quais devem ser estudados como coisas em si mesmos — tudo que podemos saber do mundo e de nós próprios resume-se a esses fenômenos, a esses objetos fenomenais que o ser experimenta em sua finitude. Os objetos da Fenomenologia são dados imediatos apreendidos em intuição pura, na nossa lida cotidiana com as coisas, com o propósito de descobrir estruturas existenciais dos atos (noesis) e as entidades que correspondem a elas (noema).
Edmund Husserl (1859-1938) — filósofo, matemático e lógico — é o fundador desse método de investigação filosófica e quem estabeleceu os principais conceitos e métodos que seriam amplamente usados pelos filósofos desta tradição. Ele, influenciado por Franz Brentano, seu mestre, lutou contra o historicismo e o psicologismo. Propôs por meio de sua experiência de pensamento um recomeço para a filosofia como uma investigação rigorosa que se iniciaria com os estudos dos fenômenos, como estes aparecem na e para a consciência do tempo, para expor os limites da razão. Suas investigações lógicas influenciaram até mesmo os filósofos e matemáticos da mais forte corrente oposta, o empirismo lógico. A Fenomenologia representou uma reação no sentido de superação da metafísica, pretensão de parte dos filósofos e cientistas dos séculos XIX e XX. 
Husserl foi professor em Gotinga e Friburgo em Brisgóvia, tendo como assistente a filósofa Edith Stein (Santa Teresa Benedita da Cruz). Contrariamente a todas as tendências no mundo intelectual de sua época, quis que a ciência tivesse as bases e as condições de uma ciência rigorosa em sua fundamentação fenomenológica originária que orientasse as possibilidades do fazer científico. 
O êxito do método científico está no estabelecimento de uma "verdade provisória" útil, que será verdade até que um fato novo mostre outra realidade. Para evitar que a verdade filosófica também fosse provisória, Husserl propõe que ela deveria referir-se às coisas como se apresentam na experiência de consciência, estudadas fenomenologicamente, em seu retorno, "rumo às coisas mesma", de um modo livre de teorias e pressuposições, de hipóteses sem fundamento fenomenológicos, despidas dos acidentes próprios da teoria científica de fundamentação metafísica, do mundo empírico da ciência. Buscando restaurar a "lógica pura" e dar rigor à possibilidade científica por meio de uma filosofia fenomenológica, argumenta a respeito do princípio da contradição na Lógica.
No primeiro volume de “Investigações lógicas” (1900-01), sob o título Prolegomena, Husserl lança sua crítica contra o Psicologismo. Segundo os psicologistas, o princípio de contradição seria a impossibilidade de o sistema associativo estar a associar e dissociar ao mesmo tempo. Significaria que o homem não pode pensar que A é "A" e ao mesmo tempo pensar que A é "não A". Husserl opõe-se a isto e diz que o sentido do princípio de contradição está em que, se A é "A", não pode ser "não A". Segundo ele, o princípio da contradição não se refere à possibilidade do pensar, mas à verdade daquilo que é pensado. Insistiu em que o princípio da contradição, e assim os demais princípios lógicos, têm validez objetiva, isto é, referem-se a alguma coisa como verdadeira ou falsa, independentemente de como a mente pensa ou o pensamento funciona.  
Em seu artigo Filosofia como ciência rigorosa (1910-1), Husserl ataca o naturalismo e o historicismo. Objetou que o Historicismo implicava relativismo e, por esse motivo, era incapaz de alcançar o rigor requerido por uma ciência genuína. Sendo assim, para uma ciência rigorosa, deveria haver um conduzir fenomenológico que superasse a metafísica enquanto possibilidade do fazer científico. Pois, em última instância, a teoria científica metafísica careceria de uma comprovação fenomenológica. Portanto, não teria uma fundamentação ontológica consistente.

## Pressupostos

### A redução Fenomenológica
A fenomenologia é o estudo da consciência e dos objetos da consciência. A redução fenomenológica, epoché, é o processo pelo qual tudo que é informado pelos sentidos é mudado em uma experiência de consciência, em um fenômeno que consiste em se estar consciente de algo. Coisas, imagens, fantasias, atos, relações, pensamentos, eventos, memórias, sentimentos etc. constituem nossas experiências de consciência.
Husserl propôs que no estudo das nossas vivências, dos nossos estados de consciência, dos objetos ideais, desse fenômeno que é estar consciente de algo, não devemos nos preocupar se ele corresponde ou não a objetos do mundo externo à nossa mente. O interesse para a Fenomenologia não é o mundo que existe, mas sim o modo como o conhecimento do mundo se realiza para cada pessoa. A redução fenomenológica requer a suspensão das atitudes, crenças, teorias, e colocar em suspenso o conhecimento das coisas do mundo exterior a fim de concentrar-se a pessoa exclusivamente na experiência em foco, porque esta é a realidade para ela.
O Noesis é o ato de perceber e o Noema é o objeto da percepção — esses são os dois polos da experiência. A coisa como fenômeno de consciência (noema) é a coisa que importa, e refere-se à conclamação "às coisas em si mesmas" que fizera Husserl. "Redução fenomenológica" significa, portanto, restringir o conhecimento ao fenômeno da experiência de consciência, desconsiderar o mundo real, colocá-lo "entre parênteses", o que no jargão fenomenológico não quer dizer que o filósofo deva duvidar da existência do mundo como os idealistas radicais duvidam, mas se preocupar com o conhecimento do mundo na forma que se realiza e na visão do mundo que o indivíduo tem.

### Consciência e Intencionalidade

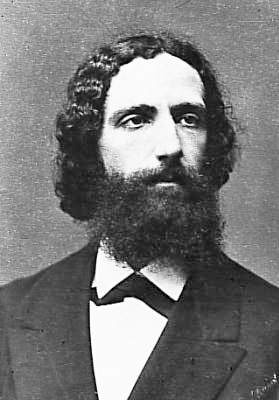
Franz Brentano: mestre de Husserl

Vivência (Erlebnis) é todo o ato psíquico; a Fenomenologia, ao envolver o estudo de todas as vivências, tem que englobar o estudo dos objetos das vivências, porque as vivências são intencionais e é nelas essencial a referência a um objeto. A consciência é caracterizada pela intencionalidade, porque ela é sempre a consciência de alguma coisa. Essa intencionalidade é a essência da consciência que é representada pelo significado, o nome pelo qual a consciência se dirige a cada objeto.
Em “A Psicologia de um ponto de vista empírico" (1874), Franz Brentano afirma: "Podemos assim definir os fenômenos psíquicos dizendo que eles são aqueles fenômenos os quais, precisamente por serem intencionais, contêm neles próprios um objeto". Isto equivale afirmar, como Husserl, que os objetos dos fenômenos psíquicos independem da existência de sua réplica exata no mundo real porque contêm o próprio objeto. A descrição de atos mentais, assim, envolve a descrição de seus objetos, mas somente como fenômenos e sem assumir ou afirmar sua existência no mundo empírico. O objeto não precisa de fato existir. Foi um uso novo do termo "intencionalidade" que antes se aplicava apenas ao direcionamento da vontade.

### A Redução Eidética
Reconhecido o objeto ideal, o noema, o passo seguinte é sua “redução eidética”, redução à ideia. Consiste na análise do noema para encontrar sua essência. Isto porque não podemos nos livrar da subjetividade e ver as coisas em si mesmas, pois em toda experiência de consciência estão envolvidos o que é informado pelos sentidos e o modo como a mente enfoca aquilo que é informado. Portanto, dando-se conta dos objetos ideais, uma realidade criada na consciência não é suficiente — ao contrário: os vários atos da consciência precisam ser conhecidos nas suas essências, aquelas essências que a experiência de consciência de um indivíduo deverá ter em comum com experiências semelhantes nos outros.
A redução eidética é necessária para que a filosofia preencha os requisitos de uma ciência genuinamente rigorosa de claridade apodítica, a certeza absolutamente transparente e sem ambiguidade — requisitos antes mencionados por Descartes. Os objetos da ciência rigorosa têm que ser essências atemporais, cuja atemporalidade é garantida por sua idealidade, fora do mundo cambiável e transiente da ciência empírica.
Por exemplo, "um triângulo". Posso observar um triângulo maior, outro menor, outro de lados iguais, ou desiguais. Esses detalhes da observação — elementos empíricos — precisam ser deixados de lado a fim de encontrar a essência da ideia de triângulo — do objeto ideal que é o triângulo —, que é tratar-se de uma figura de três lados no mesmo plano. Essa redução à essência, ao triângulo como um objeto ideal, é a redução eidética.

### A Intuição do Invariante
Não importa para a Fenomenologia como os sentidos são afetados pelo mundo real. Husserl distingue entre percepção e intuição. Alguém pode perceber e estar consciente de algo, porém sem intuir o seu significado. A intuição eidética é essencial para a redução eidética. Ela é o dar-se conta da essência, do significado do que foi percebido. O modo de apreender a essência, Wesensschau, é a intuição das essências e das estruturas essenciais. De comum, o homem forma uma multiplicidade de variações do que é dado. Porém, enquanto mantém a multiplicidade, o homem pode focalizar sua atenção naquilo que permanece imutável na multiplicidade, a essência — esse algo idêntico que continuamente se mantém durante o processo de variação, e que Husserl chamou "Invariante".

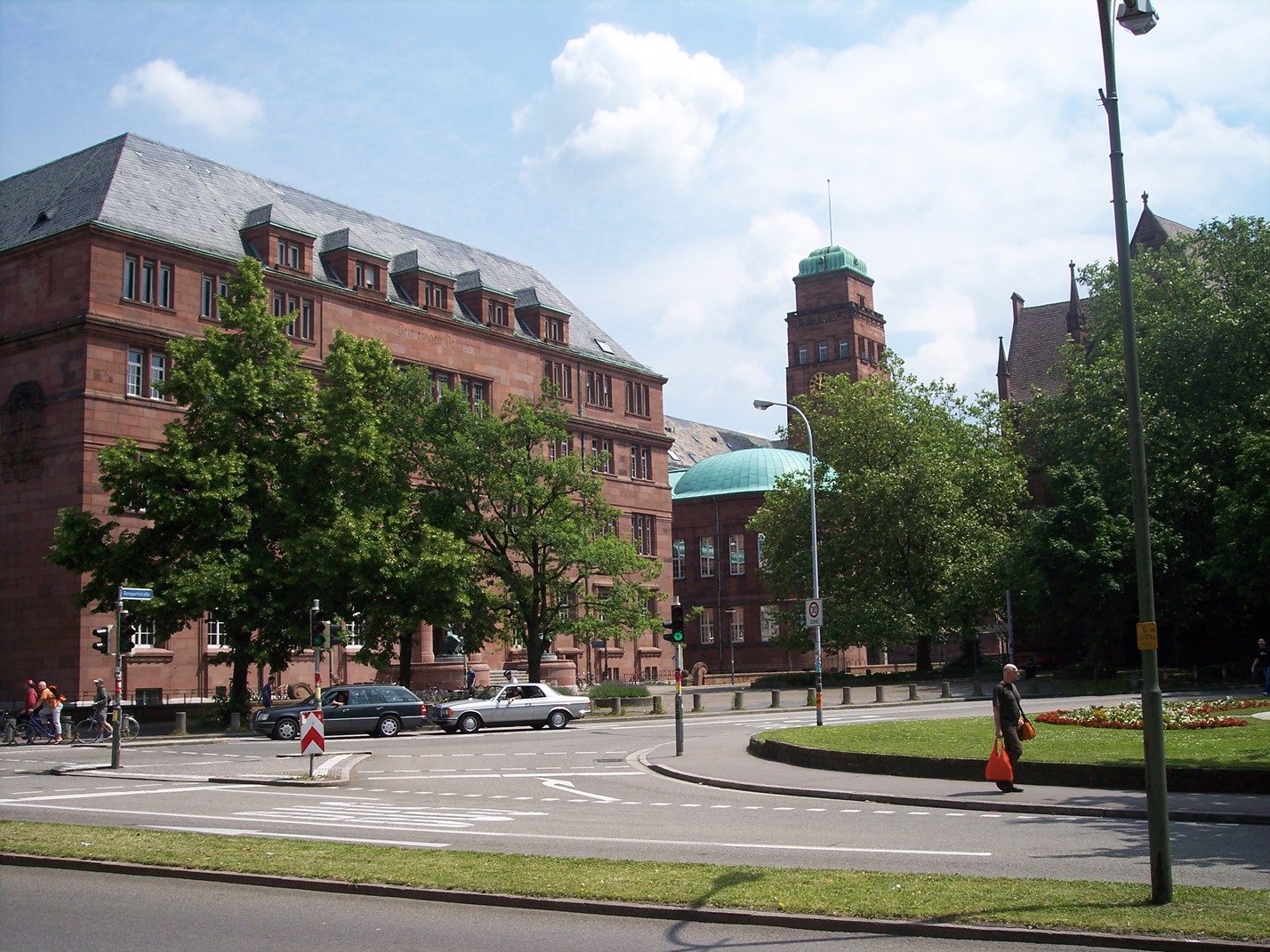
A Universidade de Friburgo, onde Husserl e Heidegger ensinavam filosofia.

No exemplo do triângulo, o "Invariante" do triângulo é aquilo que estará em todos os triângulos, e não vai variar de um triângulo para outro. A figura que tiver unicamente três lados em um mesmo plano, não será outra coisa, será um triângulo. Não podemos acreditar cegamente naquilo que o mundo nos oferece. No mundo, as essências estão acrescidas de acidentes enganosos. Por isso, é preciso fazer variar imaginariamente os pontos de vista sobre a essência para fazer aparecer o invariante.
O que importa não é a coisa existir ou não ou como ela existe no mundo, mas a maneira pela qual o conhecimento do mundo acontece como intuição, o ato pelo qual a pessoa apreende imediatamente o conhecimento de alguma coisa com que se depara – que também é um ato primordialmente dado sobre o qual todo o resto é para ser fundado. Husserl definiu a Fenomenologia em termos de um retorno à intuição, Anschauung, e a percepção da essência. Além do mais, a ênfase de Husserl sobre a intuição precisa ser entendida como uma refutação de qualquer abordagem meramente especulativa da filosofia. Sua abordagem é “concreta”, trata do fenômeno dos vários modos de consciência.
A Fenomenologia não restringe seus dados à faixa das experiências sensíveis, pois admite dados não sensíveis (categoriais) como as relações de valor, desde que se apresentem intuitivamente.

### Redução Transcendental
Embora tenha trabalhado até o final de sua vida na definição do que chamou "Redução Transcendental", Husserl não chegou a uma conclusão clara. Basicamente seria a redução fenomenológica aplicada ao próprio sujeito, que então se vê não como um ser real, empírico, mas como consciência pura, transcendental, geradora de todo significado.
Para o fenomenólogo, a função das palavras não é nomear tudo que nós vemos ou ouvimos, mas salientar os padrões recorrentes em nossa experiência. Identificam nossos dados dos sentidos atuais como sendo do mesmo grupo que outros que já tenhamos registrado antes. Uma palavra não descreve uma única experiência, mas um grupo ou um tipo de experiências; a palavra "mesa" descreve todos os vários dados dos sentidos que nós consultamos normalmente quanto às aparências ou às sensações de "mesa". Assim, tudo que o homem pensa, quer, ama ou teme, é intencional, isto é, refere-se a um desses universais (que são significados e, como tal, são fenômenos da consciência). E por sua vez, o conjunto dos fenômenos, o conjunto das significações, tem um significado maior, que abrange todos os outros, é o que a palavra "Mundo" significa.

### Fenomenologia e Fenomenalismo
A fenomenologia não pode ser confundida com o Fenomenalismo, pois este não leva em conta a complexidade da estrutura intencional da consciência que o homem tem dos fenômenos. A Fenomenologia examina a relação entre a consciência e o Ser. Para o Fenomenalismo, tudo que existe são as sensações ou possibilidades permanentes de sensações, que é aquilo a que chamam fenômeno. O fenomenólogo, diferentemente do fenomenalista, precisa prestar atenção cuidadosa ao que ocorre nos atos da consciência, que são o que ele chama fenômeno.

## Outros Pensadores

Max Scheler — um dos grandes expoentes da fenomenologia

### Max Scheler
O mais original e dinâmico dos primeiros associados de Husserl foi Max Scheler (1874-1928), que havia integrado o grupo de Munique e que realizou seu principal trabalho fenomenológico com respeito a problemas do valor e da obrigação. Ampliou a ideia de intuição, colocando, ao lado de uma intuição intelectual, outra de caráter emocional, fundamento da apreensão do valor.

### Heidegger
Discípulo de Husserl, Martin Heidegger (1889-1976) dedicou a ele sua obra fundamental, Ser e Tempo (1927), mas logo surgiram diferenças entre ele e o mestre. Discutir e absorver os trabalhos de importantes filósofos na história da metafísica era, para Heidegger, uma tarefa indispensável, enquanto Husserl repetidamente enfatizou a importância de um começo radicalmente novo para a filosofia, querendo colocar "entre parênteses" a história do pensamento filosófico — abrindo poucas exceções, como Descartes, Locke, Hume e Kant.
Heidegger tomou seu caminho próprio, preocupado que a fenomenologia se dedicasse ao que está escondido na experiência do dia a dia. Ele tentou em Ser e tempo descrever o que chamou de estrutura do cotidiano, ou "o estar no mundo", com tudo que isto implica quanto a projetos pessoais, relacionamento e papéis sociais, pois que tudo isto também são objetos ideais.
Em sua crítica a Husserl, Heidegger salientou que ser lançado no mundo entre coisas e na contingência de realizar projetos é um tipo de intencionalidade muito mais fundamental que a intencionalidade de meramente contemplar ou pensar objetos. E é aquela intencionalidade mais fundamental a causa e a razão desta última.

### Merleau-Ponty
Maurice Merleau-Ponty (1908-1961) foi um dos mais importantes fenomenólogos franceses. Suas obras, “A Estrutura do comportamento” (1942) e “Fenomenologia da percepção” (1945), foram originais desenvolvimentos e aplicações posteriores da Fenomenologia produzidos na França.
Em sua tentativa de aplicar a Fenomenologia ao exame da existência humana, como fez Heidegger, Sartre e outros autores franceses desenvolveram uma linguagem sofisticada, recheada de termos que caíram no gosto dos acadêmicos, mas se tornaram um obstáculo ao entendimento da doutrina inclusive entre os próprios intelectuais.

### Emmanuel Levinas
Emmanuel Levinas(1906-1995) Bastante influenciado pela fenomenologia de Edmund Husserl, de quem foi tradutor, assim como pelas obras de Martin Heidegger, Franz Rosenzweig e Monsieur Chouchani, o pensamento de Levinas parte da ideia de que a Ética, e não a Ontologia, é a Filosofia primeira. É no face-a-face humano que se irrompe todo sentido. Diante do rosto do Outro, o sujeito se descobre responsável e lhe vem à ideia o Infinito.

### Sartre
Jean-Paul Sartre (1905-1980) segue estritamente o pensamento de Husserl na análise da consciência em seus primeiros trabalhos, “A Imaginação” (1936) e “O Imaginário: Psicologia fenomenológica da imaginação” (1940), nos quais faz a distinção entre a consciência perceptual e a consciência imaginativa aplicando o conceito de intencionalidade de Husserl.
No seu “A Filosofia do Existencialismo”, de 1965, Sartre declara que "a subjetividade deve ser o ponto de partida" do pensamento existencialista, o que mostra que o existencialista é primeiramente um fenomenólogo. A negação de valores e o convite ao anarquismo implícitos na doutrina atraíram os pensadores de Esquerda e afastaram os conservadores de Direita.

## A Fenomenologia e Outras Filosofias

### O Empirismo
Galileu (1564-1642), é apontado como um dos fundadores do Empirismo pelo fato de aplicar aos objetos de estudo a experimentação, algo que possui seu limiar na atitude de Galileu em apontar sua luneta para o espaço, descobrindo posteriormente a não existência das esferas celestes, tal qual determinavam as premissas de Aristóteles. Desta forma, Galileu lançou sua teoria com carência de provas (embora sua teoria fosse consistente e embasada no seu experimento) passando posteriormente por sessões da Inquisição Católica a fim de dirimir as dúvidas em relação ao sistema Aristotélico.
A nova atitude naturalista de Galileu de dúvida e observação, inspirou Francis Bacon (1561-1626) a criar tábuas para o controle da experimentação e o estabelecimento de leis científicas, o que levou rapidamente o homem a novos conhecimentos no campo da astronomia, da química e da física. A mesma atitude de observação e interpretação natural levada ao estudo da mente e do conhecimento, deu origem à Corrente Empirista, que haveria de afetar profundamente a filosofia e criar o Positivismo, ou seja, o tratamento científico de todos os fatos e fenômenos, inclusive em Política.

#### John Locke
O filósofo empirista procurou, no seu Essay Concerning Human Understanding (1690), mostrar que todas as ideias são registros de impressões sensíveis (ou são derivadas de combinações, de associações entre essas ideias de origem sensível) e criticou o pensamento de Descartes (1596-1650) de que existiriam algumas ideias que seriam inatas — que o homem teria no espírito ao nascer —, como, por exemplo, a ideia de perfeição. Segundo John Locke, alguma coisa é enviada pelos objetos e é captada por nossos sentidos e dão causa à formação das ideias. Este pensamento é a base da teoria corpuscular da luz.

#### David Hume
Ainda mais contundente que seu predecessor, Locke, Hume negou o valor do raciocínio indutivo e denunciou que a relação de causa e efeito não é suficiente como conhecimento, pois nada encontramos entre causa e efeito senão que um acidente costumeiramente se segue a outro. Estamos habituados a chamar o primeiro acidente de causa apenas porque ele sempre acontece antes do segundo que chamamos de efeito. Ou seja, um efeito não remonta necessariamente a sempre uma mesma causa. "O Sol nasce todos os dias", logo "O Sol nascerá amanhã". Segundo Hume, nada nos garante que necessariamente o sol nascerá amanhã. Entretanto, através do hábito, tomamos uma crença (belief) de que isso acontecerá.

### Psicologismo e Historicismo
À influência da psicologia associativa de Locke sobre a filosofia (ou teoria) do conhecimento se chamou Psicologismo. É a teoria de que os problemas da epistemologia (a validade do conhecimento humano), e inclusive a questão da consciência, podem ser solucionados por meio do estudo científico dos processos psicológicos. A Psicologia deve ser tomada como base para a Lógica. Os psicologistas entendiam a lógica — domínio da filosofia — como ciência. Seria apenas uma disciplina definidora, normativa, dos atos psíquicos, dos modos associativos do pensamento, e suas matérias apenas regras para pensar bem, e não fonte de verdade. A filosofia ficou fora de moda, "reduzida" a uma psicologia científica vinculada ao Positivismo.
O historicismo representava a mesma tendência empirista para uma interpretação científica da História. Os fatos históricos somente poderiam ser compreendidos e julgados se confrontados com a cultura estética, religiosa, intelectual e moral do período histórico em que aconteciam, e não em relação a valores morais permanentes.

### Idealismo
A Fenomenologia de Husserl é uma forma de idealismo, porque lida com objetos ideais, com as ideias das coisas em sua essência, tal como os idealistas Platão, Hegel e outros. Desde os ensinamentos de Platão a filosofia nos diz que, por influência dos sentidos (a construção das ideias que o homem tem em sua mente se faz por informação dos sentidos, como dito por Locke), existem várias imagens possíveis de um objeto, porém todas elas significando a mesma coisa, ou seja, todas elas redutíveis ao mesmo significado, todas referindo-se ao mesmo objeto ideal, contendo a mesma ideia, constituídas da mesma essência. Todas as imagens de mesa (o exemplo mais frequente nos textos) têm uns certos componentes que fazem com que cada uma das imagens signifique "mesa", uma mesa maior, menor, alta ou baixa, vista de cima ou de baixo, por uma pessoa míope ou por outra daltônica, não importa, terá sempre aqueles componentes básicos que garantirão àquele objeto o significado de mesa.

#### Platão
Para Platão (428-347 AC), essa essência de cada coisa, o que se chamou "universais", estava no Mundo das Ideias que as almas humanas podiam vislumbrar antes da encarnação. Aristóteles (384-322 AC) reconheceu de pronto a importância desse pensamento, porém trouxe a essência das coisas para o mundo real, para as coisas mesmas. Em uma mesa, por exemplo, havia algo que era sua essência, e que, não importando quantas e quais fossem as variações acidentais, fazia que fosse uma mesa e não outra coisa qualquer. Husserl, por sua vez, retira do objeto a sua essência e a coloca na mente do homem. O objeto ideal mesa, o fenômeno da representação da mesa na mente, independe de que haja qualquer mesa no mundo externo, no mundo real, porque a essência de "mesa" está na própria mente.

#### Immanuel Kant
A afinidade entre Husserl e Kant está em ambos buscarem a condição de verdade do conhecimento. Husserl sustenta que a verdade está no conhecimento das essências, e Kant, que ela existe limitada às categorias do que é possível conhecer.
Segundo a filosofia do conhecimento (Crítica) de Immanuel Kant (1724-1804), nós não podemos conhecer as coisas inteiramente, porque nem todos os sinais que recebemos das coisas são aceitos pela mente, e disto resulta que não podemos conhecer inteiramente o real. Conhecemos do real apenas aquilo que a mente pode assimilar, e que ele chamou fenômeno; ao que permanece incognoscível para nós ele chamou noumeno. Então Kant tomou a série de conceitos que Aristóteles havia listado como o que podemos dizer das coisas, e transformou-a em uma série de categorias que são o que podemos conhecer das coisas. Para Kant, o dado empírico tem validade, porém nunca validade absoluta ou apodítica. Husserl igualmente duvida do conhecimento científico dos fatos e, para ele, o que deve ser procurado é o conhecimento científico das essências.

## Fenomenologia e Psicologia

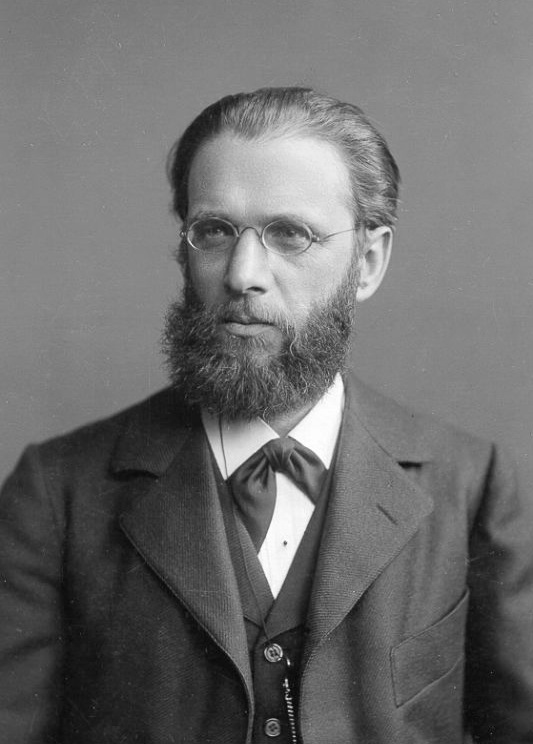
Carl Stumpf

Foi de grande importância e de grande impacto o pensamento fenomenológico na psicologia, na qual Franz Brentano e o alemão Carl Stumpf haviam preparado o terreno, e na qual o psicólogo americano William James, a escola de Würzburg e os psicólogos da Gestalt haviam trabalhado ao longo de linhas paralelas. Este método, e as adaptações desse método, tem sido usados para estudar diferentes emoções, patologias, coisas tais quais separação, solidão, solidariedade, as experiências artística e religiosa, o silêncio e a fala, percepção e o comportamento e assim por diante.

### Karl Jaspers
Mas a Fenomenologia deu provavelmente sua maior contribuição no campo da psiquiatria, no qual o alemão Karl Jaspers (1883-1969), um destacado existencialista contemporâneo, ressaltou a importância da investigação fenomenológica da experiência subjetiva de um paciente.
O paciente psicológico é paciente em vista do objeto ideal que em sua mente corresponde à realidade, não importa qual a situação externa, e porque essa construção ideal difere do padrão comum dos objetos ideais na mente das demais pessoas com respeito aos mesmos estímulos dos sentidos. O psicólogo precisa encontrar o significado nos objetos do mundo ideal do seu paciente, a fim de poder lidar com sua situação psicológica.
Jaspers foi seguido pelo suíço Ludwig Binswanger (1881-1966) e vários outros, inclusive Ronald David Laing (1927-1989) na Inglaterra, na psiquiatria existencial da linha filosófica ateia de Sartre; e, pioneiramente, Halley Bessa (1915-1994), no Brasil, ambos da linha do existencialismo cristão de Gabriel Marcel (1889-1973).

### Viktor Frankl
A logoterapia de Viktor Frankl possui a fenomenologia como metodologia de sua psicoterapia. Frankl encontrou no estudo dos fenômenos a motivação básica do existir humano o sentido de vida, ou seja, encontrou na análise da existência humana a essência do existir como a profunda e inerente tendência para o sentido. O autor da corrente fenomenológica que mais influenciou Frankl foi, sem dúvida, Max Scheler.

## Críticas à Fenomenologia
Na psicologia, a objeção que se levanta é contra a possibilidade de se viver com o paciente sua própria visão do mundo, de sua situação e de si mesmo. Como a subjetividade deve estar também no psicólogo, é impossível ter o terapeuta uma intuição desses aspectos que seja inteiramente livre do seu próprio eu, do seu próprio pensar, de modo a evitar introduzirem-se em sua análise certas impressões pessoais que precisaria evitar.
A Fenomenologia diz que o terapeuta deve buscar compreender com a sua subjetividade a subjetividade alheia. Na verdade, necessita um grupo de psicólogos consultores de modo que as suas visões possam se somar para uma compreensão mais profunda de um fenômeno, "intersubjetividade". Porém deve lembrar-se de que, a rigor, ele não tem nenhum padrão absolutamente confiável para aprovar ou reprovar qualquer comportamento alheio, apesar de se encontrar confortável com a estatística da normalidade das atitudes e dos costumes.
Na Política e no Direito, o modo de se lidar com a subjetividade é a Democracia, em que o problema da subjetividade é contornado por meio do consenso, pela coincidência estatística de opiniões, pelo voto de um conselho ou da população, de modo que a subjetividade de um único indivíduo, ou de uma minoria de intelectuais, não venha a prevalecer. Em Moral e Religião, a âncora são as escrituras, consideradas revelação divina.

## Lista de Pensadores
| - Edmund Husserl - Max Scheler - Franz Brentano - Roman Ingarden - Jean-Paul Sartre - Dietrich von Hildebrand - Michel Henry - Ludwig Landgrebe - Adolf Reinach - Helmuth Plessner - Hans Reiner - Bernhard Waldenfels - Oskar Becker - Charles Sanders Peirce | - Maurice Merleau-Ponty - Karl Jaspers - Ludwig Binswanger - Emmanuel Levinas - Nicolai Hartmann - Edith Stein - Georges Gurvitch - Eugen Fink - Jean-Luc Marion - Jean-Luc Nancy - Arnold Gehlen - Otto Friedrich Bollnow - Renaud Barbaras - Marc Richir - Eric Voegelin | - Martin Heidegger - Hans-Georg Gadamer - Carl Stumpf - Gabriel Marcel - Jan Patočka - Martin Buber - Paul Ricoeur - Alfred Schütz - Friederich Perls - Ernst Tugendhat - Jean-François Courtine - Hans Lipps - Ernesto Grassi - Kazimierz Twardowski |